# Gud gav hende en Mercedes-Benz
Gud gav hende en Mercedes-Benz er en dansk dokumentarfilm fra 1992, der er instrueret af Katia Forbert Petersen efter manuskript af hende selv og Ingrid Nyström.

## Handling
På markedet i Togos hovedstad, Lomé, er det en gruppe kvinder, der styrer handelen, nogle gamle, runde, sorte koner, ofte analfabeter, der har forstået at skabe sig respekt og penge. En Mama Benz er en kvinde, der styrer salget af de vidunderlige afrikanske tekstiler og altid lader sig transportere rundt i en stor Mercedes-Benz med chauffør. Et andet billede af Afrika - ikke det tiggende og syge, men et mangfoldigt og livsbekræftende.